# 阿兰·卡尔松
阿兰·卡尔松（瑞典語：Allan Carlsson，1910年11月8日—1983年11月17日），瑞典男子拳击运动员。他曾代表瑞典参加1932年夏季奥林匹克运动会拳击比赛，获得男子羽量级铜牌。